# کاسیوویتسه
کاسیوویتسه (به چکی: Kasejovice) یک منطقهٔ مسکونی و شهرستان دارای شهرک سابقاً روستا در جمهوری چک است که در Plzeň-South District واقع شده‌است. کاسیوویتسه ۱٬۳۳۳ نفر جمعیت دارد.